# NGC 3604
NGC 3604 (również NGC 3611, PGC 34478 lub UGC 6305) – galaktyka spiralna (Sa), znajdująca się w gwiazdozbiorze Lwa.
Odkrył ją William Herschel 27 stycznia 1786 roku. Obserwował ją też 30 grudnia tego samego roku, lecz w wyniku niekorzystnych warunków obserwacyjnych (mgła) niedokładnie określił jej pozycję, nie zorientował się, że to ten sam obiekt i skatalogował ją ponownie. John Dreyer skatalogował obie te obserwacje jako, odpowiednio, NGC 3611 i NGC 3604.